# 강봉균 (축구 선수)
강봉균(한국 한자: 姜奉均, 1993년 7월 3일 ~ )은 대한민국의 전 축구 선수이며, 포지션은 골키퍼였다.